# Anjou Eleonóra szicíliai királyné
Anjou Eleonóra (1289. augusztus – San Nicolò l'Arena kolostora, Nicolosi mellett, Szicília, 1341. augusztus 9.), franciául: Éléonore d'Anjou, olaszul: Eleonora d'Angiò, nápolyi (szicíliai) királyi hercegnő, Szicília (Trinacria) királynéja.

## Élete
II. Károly szicíliai (nápolyi) király és Árpád-házi Mária magyar királyi hercegnő lánya.
Eleonórát 1299-ben eljegyezték Toucy Fülöppel, II. Narjot de Toucynak (1250 körül–1293), Laterza urának, Durazzó főkapitányának és a Szicíliai (Nápolyi) Királyság tengernagyának és feleségének, I. Lúcia (1265 körül–1299) címzetes antiochiai hercegnőnek és Tripolisz grófnőjének egyetlen fiával. Fülöp anyja Antiochiai Lucia hercegnő még ugyanebben az évben, 1299. június 29-én (vagy ekörül) meghalt, fia pedig megörökölte anyjától az antiochiai hercegi címét. Eleonóra és Fülöp eljegyzését azonban 1300. január 17-én VIII. Bonifác pápa a felek kiskorúságának indokával felbontotta. Fülöp herceget ekkor említették utoljára, további sorsáról nincs dokumentum, feltehetőleg még gyermekkorában meghalt.
Második házasságát pedig a két vetélkedő Szicíliai Királyság: az Itália déli részén fekvő  nápolyi központú  és a Szicília szigetén elterülő palermói székhelyű, kiegyezése hozta meg. Két idősebb testvére már aragón-szicíliai királyi herceget és hercegnőt kapott házastársul a béke zálogaként: Blanka nővére (1280–1310) 1295. november 1-jén feleségül ment II. Jakab (1267–1327) aragón és szicíliai királyhoz, Róbert bátyja (1278–1343) pedig, aki ekkor nápolyi trónörökös volt, 1297. március 23-án II. Jakab húgát, Jolán hercegnőt (1273–1302) vette nőül.
1302. augusztus 19-én a castronovói előzetes békében először ismerték el a két Szicília külön állami létét. A tárgyalások idején felmerült, hogy a szicíliai trónon 1296-ban a bátyját, II. Jakabot követő II. Frigyes Szicília helyett a már nem létező Albán Királyságot vagy a Ciprusi Királyságot kapná meg, ez utóbbinál ez esetben az uralkodó Lusignan-házat trónfosztanák, de Frigyes visszautasította ezeket az ajánlatokat. Végül megállapodtak a felek, hogy II. Frigyes élete tartamáig uralkodhat Szicília szigete felett, melyet leendő felesége, Eleonóra hozományaként igazgathat, de halála után a sziget visszaszáll az Anjou-házra, és a két Szicília egy uralkodó alatt egyesül. A végül 1302. augusztus 29-én megkötött caltabellottai békében kikötötték, hogy II. Frigyes Szicília sziget uralkodójaként a Trinacria királya címet viseli, a Szicília királya cím pedig a nápolyi központú országrészt illeti. Kikötötték még, hogy Eleonóra és II. Frigyes leendő fiai új királyságokat kapnak majd, vagy pénzbeli kárpótlásban részesülnek Szicília öröksége helyett.
VIII. Bonifác pápa 1303. május 21-én kelt bullájában ekkor visszavonta II. Frigyes kiátkozását, és megadta a szükséges diszpenzációt a házasulandó feleknek. Ezután már nem volt akadálya, hogy Eleonóra és Frigyes 1303 májusában Messinában egybekeljen. A házasságukból kilenc gyermek, köztük négy csecsemőkort túlélt fiú is született, akik közül három megérte a felnőttkort, és túlélte az apjukat. Frigyesnek nem állt szándékában kisemmizni a fiait, bármit is ígért apósának, II. Károly nápolyi királynak, ráadásul 1309-től már Eleonóra bátyja , I. Róbert uralkodott Nápolyban. 1313-ban háború tört ki a két Szicília között, és miután II. Frigyes 1314-ben visszaverte sógora támadását, a szicíliai parlamenttel 1314. június 2-án elfogadtatta az új trónöröklési törvényt, mely szerint Frigyes és Eleonóra elsőszülött fia, Péter fogja örökölni a királyságot, mely 1314. augusztus 9-én újra a Szicíliai Királyság nevet vette fel.
1321. április 18-án Eleonóra fiát, Péter trónörököst apja társuralkodóvá nevezte ki, megtette királyi helytartóvá, majd másnap, 1321. április 19-én Szicília királyává koronáztatta II. Péter néven, annak ellenére, hogy XXII. János pápa kiközösítette Eleonóra férjét, ami alól csak utódja, XII. Benedek pápa oldozta fel 1335-ben.
Eleonóra termékenynek bizonyult, több fiút szült, mely megalapozta a Barcelonai-ház szicíliai ágát a XIV. században, de végül egyebek mellett a pestis férfi ágon kihalásra ítélte az uralkodócsaládot a XV. századra. Első gyermekét, Pétert 15 évesen, míg utolsó gyermekét, Margitot 42 évesen hozta a világra.  Gyermekei közül ez utolsó élt a leghosszabb ideig: 46 évet, de még ő sem szárnyalta túl a szülei életkorát, hiszen apjuk, II. Frigyes 66, míg anyjuk, Eleonóra 52 éves korában halt meg. Mindkettő magas életkornak számított abban az időben. Eleonóra túlélte a házastársát, és a kilencből három gyermekét is eltemette. Megérte elsőszülött fia, II. Péter egyeduralmát 1337-ben, aki az ő házassági szerződése ellenére örökölte Eleonóra hozományát, Szicíliát. II. Péter éppen csak egy évvel élte túl anyját. Eleonóra 1341. augusztus 9-én Szicília szigetén, a Nicolosi melletti San Nicolò l'Arena kolostorában hunyt el, és a cataniai Ferences kolostorban helyezték örök nyugalomra. Fia 1342. augusztus 15-én Calascibetta városában halt meg, és a Palermói Székesegyházban nyugszik.

## Gyermekei
- 1. férjétől, I. (Toucy) Fülöp (1285 körül – 1300. január 17. után) címzetes antiochiai hercegtől, elváltak, nem születtek gyermekek
- 2. férjétől, II. Frigyes (1271–1337) szicíliai királytól, 9 gyermek:
  - Péter (1304–1342), II. Péter néven szicíliai király (ur: 1337–1342), felesége Görzi Erzsébet (1298–1352), II. Ottó karintiai herceg leányaként Bajor Erzsébet német, szicíliai és jeruzsálemi királynénak, IV. Konrád német király özvegyének volt az unokája, 10 gyermek
  - Ruggero (1305–fiatalon)
  - Konstancia (1306–1344), 1. férje II. Henrik (1271–1324) ciprusi és jeruzsálemi király, 2. férje IV. Leó (1309–1341) örmény király, 3. férje Lusignan János (1329/30–1375) ciprusi királyi herceg, mindhárom házassága gyermektelen maradt
  - Manfréd (1307–1317) athéni herceg
  - Izabella (Erzsébet) (1310–1349), férje II. István alsó- és felső-bajor herceg (1319–1375), IV. Lajos német-római császár fia, 4 gyermek
  - Vilmos (1312–1338), II. Vilmos néven athéni herceg, felesége Aragóniai Mária (1310–1364 előtt), II. Jakab Xèrica (Jérica) bárója lánya, nem születtek gyermekei
  - János (1317–1348), II. János néven athéni herceg, szicília régens, felesége Cesarina (Cesarea), Pietro Lancia, Delia ura, Caltanissetta grófja lánya, 3 gyermek, többek között:
    - I. Frigyes athéni herceg (1340–1355), nem nősült meg

  - Katalin (1320–1342 után) apáca
  - Margit (1331–1377), férje II. Rudolf rajnai palotagróf, választófejedelem, (1306–1353), gyermekei nem születtek